# Katyacantharis zherikhini
Katyacantharis zherikhini (лат.) — ископаемый вид жуков-мягкотелок, единственный в составе монотипического рода Katyacantharis (Cantharidae). Обнаружены в Азербайджанском янтаре (Юхары-Агджакенд, бывший Шаумяновский район, Азербайджан, Закавказье, возраст около 95 млн лет; Agdzhakend, сеноманский ярус, меловой период). 

## Описание
Мелкие жуки мягкотелки, длина тела около 3,6 мм. основная окраска коричневая и чёрная. Голова сравнительно крупная, поперечная, сужается позади выступающих фасеточных глаз. Усики 14-члениковые. Голова в 1,7 раз длиннее своей ширины. Надкрылья в 2,7 раз длиннее длиннее своей ширины, параллельно сторонние. Скутеллюм мелки, треугольный. Пронотум поперечный, слегка сужается кпереди, с прямыми боковыми сторонами. Ноги длинные и узкие; коготки простые.
Отличается от других древнейших мягкотелок (Ornatomalthinus elvirae Poinar & Fanti, 2016, Myamalycocerus vitalii Fanti & Ellenberger, 2017, Archaeomalthodes rosetta Hsiao et al., 2016, Burmomiles Fanti et al., 2018, Sanaungulus Fanti
et al., 2018, Molliberus Perris & Fanti, 2018, Hukawngichthyurus Fanti & Ellenberger, 2018) своей альвеолярной поверхностной структурой надкрылий и числом антенномер. Вид был впервые описан в 2019 году российским энтомологом С. В. Казанцевым (Москва, Россия) и украинским палеоэнтомологом Е. Е. Перковским (Институт зоологии НАНУ, Киев, Украина). 

## Этимология
Родовое название Katyacantharis дано в честь российского палеоэнтомолога и акаролога Екатерины (Кати) Алексеевны Сидорчук (1981—2019), трагически погибшей 20 января. Видовое название K. zherikhini дано в честь колеоптеролога профессора Владимира Васильевича Жерихина.